# Hippeastrum miniatum
Hippeastrum miniatum é uma planta bulbosa herbácea perene, pertencente à família Amaryllidaceae , nativa do Peru.

## Descrição
As flores são vermelho-alaranjado brilhante (vermelhão) com até seis flores por haste. Bulbos ovais, 5–8 cm de comprimento, folhas em forma de língua, 45–63 cm de comprimento, até 2,5 cm de largura, hastes 30–45 cm de altura. Perigonium até 10 cn de comprimento, 33 cm de largura, com estames de comprimento semelhante.

## Taxonomia
Descrito pela primeira vez por Hipólito Ruiz López e José Antonio Pavón Jiménez em 1802, e anteriormente nomeado por William Herbert em 1821.

### Etimologia
miniatum : Latim - a cor vermelhão.

## Distribuição
H. miniatum cresce em desfiladeiros de rios nos altos Andes peruanos.